# Bilderhandschrift

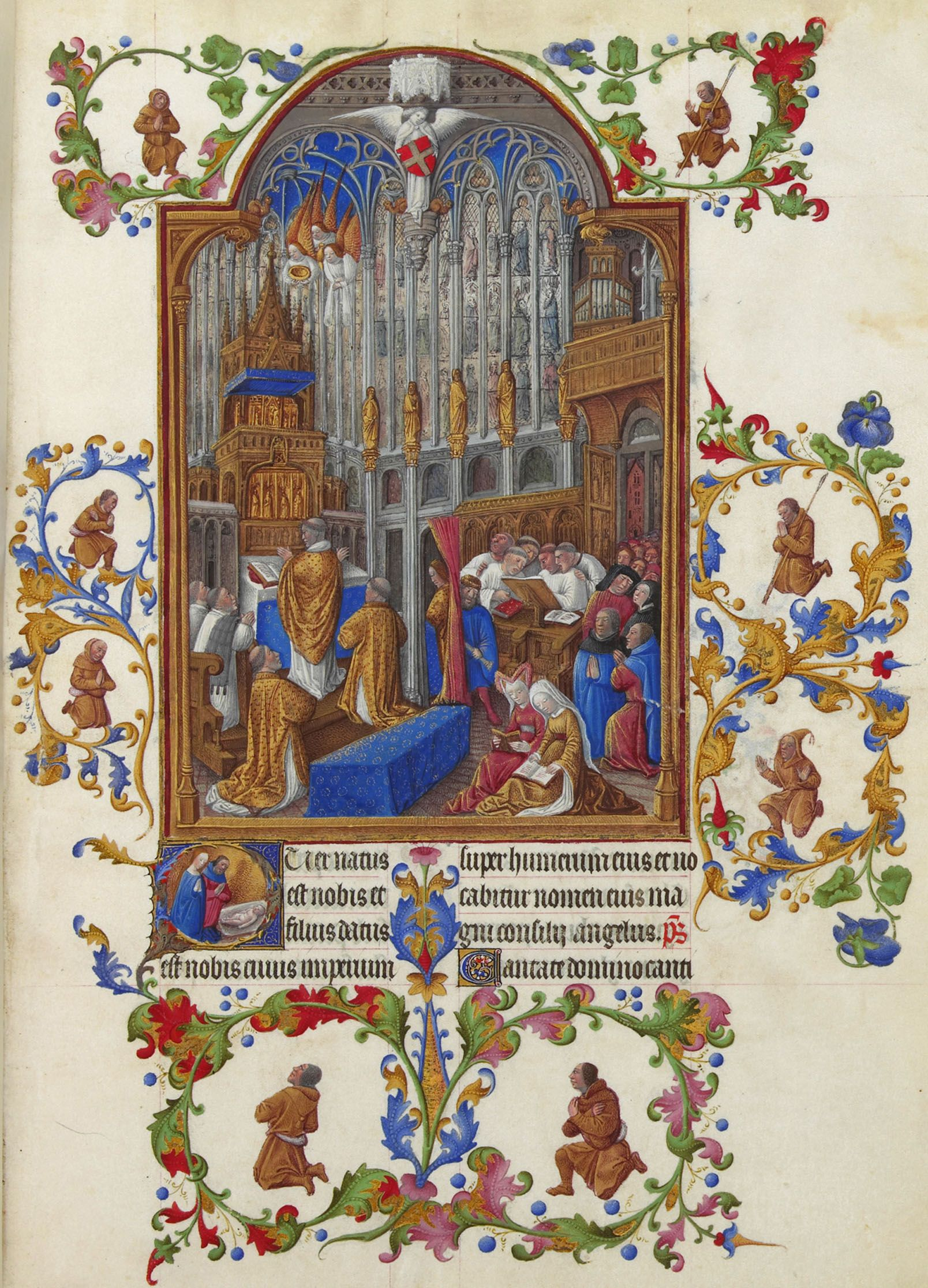
Die Très Riches Heures sind ein berühmtes spätmittelalterliches Beispiel einer Bilderhandschrift.

Eine Bilderhandschrift ist ein Werk der Buchmalerei, das im Gegensatz zu einer reinen Texthandschrift figürliche Bilder enthält. Es ist dabei unerheblich, ob diese als Illustrationen auf den Text Bezug nehmen oder davon unabhängig sind. Der Überbegriff ist die illuminierte Handschrift, die neben den Bilderhandschriften auch solche mit nichtfigürlichem Schmuck bezeichnet, wie sie während des Bilderstreits die byzantinische Buchmalerei oder wegen eines Bilderverbots die gesamte islamische Buchmalerei dominierten. Besonders bei reich dekorierten Initialen ist der Übergang von der rein ornamentalen zur figürlichen Malerei fließend.
Bildhandschriften wurden seit der Antike angefertigt. Es ist aber eine Entwicklung des Spätmittelalters im Speziellen, dass die Buchmalerei in Prunkhandschriften den Text an Wichtigkeit zu überflügeln beginnt, und besonders im 15. Jahrhundert wird der „profane Bilderhunger“ durch reich illustrierte Hausbücher und Bilderchroniken gestillt. Auch im Bereich der pragmatischen Schriftlichkeit (im Sinne von Hagen Keller, 1992) werden in dieser Zeit Illustrationen beliebter, die pragmatischen Handschriften des Spätmittelalters werden jedoch mit dem Siegeszug der Druckerpresse im 16. Jahrhundert bereits wieder weitgehend durch gedruckte Bücher, illustriert mit Stichen und Holzschnitten, ersetzt.